# Westlicher Strichelameisenschlüpfer
Der Westliche Strichelameisenschlüpfer, jetzt Chocó-Strichelameisenschlüpfer (Myrmotherula pacifica, Syn.: Myrmotherula surinamensis pacifica), zählt innerhalb der Familie der Ameisenvögel (Thamnophilidae) zur Gattung Myrmotherula.
Die Art kommt in Westecuador, Westkolumbien und Panama vor, dort auch auf der karibischen Seite.
Das Verbreitungsgebiet umfasst immergrüne Wälder, Lichtungen, Waldränder, Auwälder und Gärten bis 800, gelegentlich bis 1200 m Höhe. Diese Art ist der einzige schwarz-weiße Vertreter der Familie im Verbreitungsgebiet.
Der lateinische Artzusatz bezieht sich auf den Pazifik.
Die Art wurde früher als konspezifisch mit dem Guayana-Strichelameisenschlüpfer (Myrmotherula surinamensis) und dem Amazonien-Strichelameisenschlüpfer (Myrmotherula multostriata) angesehen.

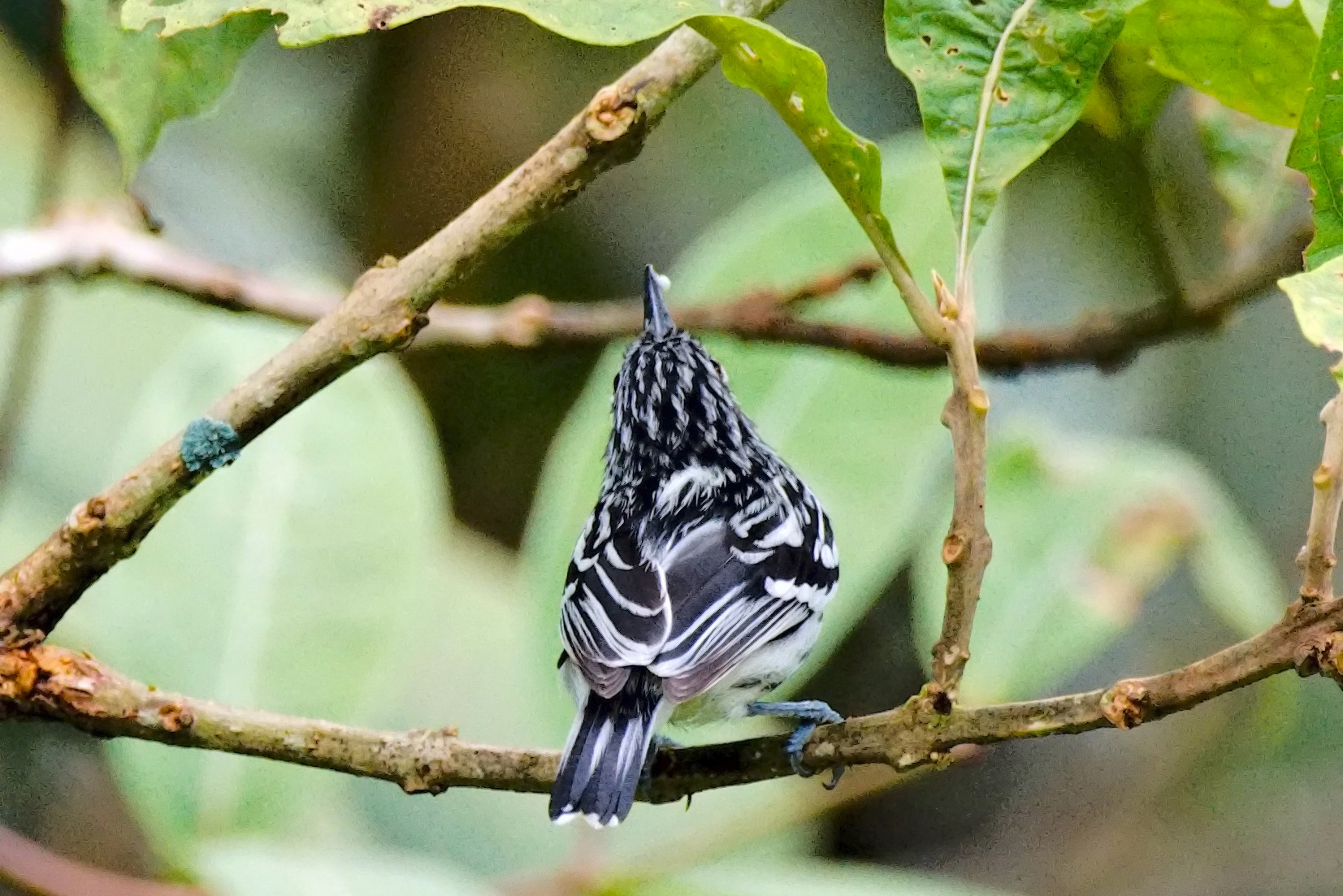
Von hinten

## Merkmale
Der Vogel ist 9 bis 10 cm groß und wiegt zwischen 8 und 10 g. Das Männchen ist insgesamt schwarz-weiß gefiedert mit zwei weißen Flügelbinden: auf der Oberseite schwarz mit kräftigen weißen Streifen, die schwarzen Deckflügel haben weiße Spitzen, die Flugfedern weiße Ränder, dazu ein weißer Interskapularfleck. Der gestufte Schwanz ist schwarz mit weißen Spitzen. Es hat einen dünnen schwarzen Kinnstreif, eine weiße Kehle und Unterseite, die Flanken sind grau mit schwarzer Strichelung. Vom sehr ähnlichen Guayana-Strichelameisenschlüpfer (Myrmotherula surinamensis) unterscheidet die Art sich durch den schmaleren Interskapularfleck.
Das Weibchen ist rostfarben an Kopf, bis Hals und Bauch, Kappe und Nacken sind schwarz gestreift, es hat keinen Interskapularfleck und keinen Kinnstreif, auch ist die Unterseite nicht gestrichelt. Jungvögel sehen wie eine Mischung zwischen Männchen und Weibchen aus.
Die Art ist monotypisch.

## Stimme
Der Gesang wird als Folge von 12 bis 15 klaren scharfen Pfeiftönen beschrieben, etwa 2 pro Sekunde.

## Lebensweise
Die Nahrung besteht aus kleinen Insekten und Spinnen, die als Paar, oft auch in gemischten Jagdgemeinschaften, meist in 2 bis 10 m oberhalb des Erdbodens gejagt werden.
Die Brutzeit liegt zwischen Januar und Juli in Panama. Das Nest ist eine flache Schale, die in 2 bis 6 m Höhe nahe an das Ende zweier oder mehrerer kleiner Äste gehängt wird. Das Gelege besteht aus zwei unterschiedlich weißen bis grauweißen, kräftig gefleckten Eiern.

## Gefährdungssituation
Der Bestand gilt als nicht gefährdet (Least Concern).